# Chi-A.D.
Chi-A.D. is de artiestennaam van de Engelse Dave Young, die psychedelic trance maakt sinds november 1997.

## Biografie
Dave Young, die eerder actief was in black metalbands, wilde het hardere slagwerk van de 'Acid Techno' mengen met de rijzende melodie van de Goa Trance. In november 1997 begon hij zijn muziekloopbaan in het Verenigd Koninkrijk met zijn nieuwe project, Chi-A.D., met het album Virtual Spirit, dat wereldwijd werd ontvangen door trancers, DJ’s en de Dancemuziekpers. Vooral het nummer Astral Warrior werd een vaste lievelingsplaat in de sets van menige trance-dj.  Chi-A.D. trad op bij verscheidene feesten in het Verenigd Koninkrijk en elders in Europa in de zomer en het najaar van 1998. Oorspronkelijk bestaand uit Dave Young en Andy C. was Chi-A.D. een van de eerste psytrancegroepen die een volledig P.A.-optreden gaven.
De naam Chi-A.D. wordt door Dave Young als volgt uitgelegd: "Chi verwoordt de levenskracht van alle levende dingen, de Innerlijke Energie. A.D. staat voor Anno Domini. Ik was voornemens het Chi te noemen, maar die naam was al geregistreerd, dus moest het ietwat wijzigen; A.D. werd gekozen omdat dat juist leek naarmate we het nieuwe millennium naderden."

## Discografie
- Virtual Spirit (cd, album) Ganesha, Nova Tekk 1997
- Exit Eternity / Beyond The Singularity (12") Transient Records 1998
- Virtual Spirit (2xlp, promo) Ganesha, Nova Tekk 1998
- Anno Domini (cd, album, dig) Velvet Inc. 1999
- Celestial / Biocandy (12") Blue Moon Productions U.K. 1999
- Lifeforce ep (12") MIDIJUM Records 1999
- Myopic Utopia / 01:07:99 (12") M.A.S.H. 1999
- Creeping Gravity (12") M.A.S.H. 2000
- Infinitism (cd, album) Out Of Orio 2001
- Liquid Neon Sky ep (12") Ektoplazm 2002
- MS EP (file, ep, mp3, 320) www.chi-ad.com 2006